# Mundo vindouro
Mundo vindouro, era vindoura ou céu na terra são termos escatológicas que refletem uma crença de que o "mundo atual" ou a "era corrente" é falha ou amaldiçoada e será substituída no futuro por um mundo ou era melhor, um paraíso. O conceito está relacionado, mas é distinto dos conceitos de céu, vida após a morte e reino de Deus, pois "céu" é um outro "lugar" ou estado geralmente entendido como estando acima deste mundo, a "vida após a morte" é geralmente a vida de um indivíduo apenas depois de morrer e o "reino de Deus" pode ser no presente (vide escatologia realizada) ou no futuro (como no futurismo).
Todos estes conceitos podem ainda ser classificados como mundos possíveis ou outros mundos.

## Escatologia judaica
HaOlam HaBa ou  Olam haBa ("mundo vindouro") é uma parte importante da escatologia judaica, embora o judaísmo se concentre na importância do HaOlam HaZeh ("este mundo"). A vida após a morte é conhecida como Gan Eden (o jardim do Éden celestial) e geena (o inferno). De acordo com o Talmude, todo não-judeu que viva de acordo com as Sete Leis de Noé é considerado "Ger toshav" ("gentio justo") e lhe é assegurado um lugar no "mundo vindouro", a recompensa final dos justos.

## Escatologia cristã
Na escatologia cristã, "mundo vindouro" é um termo encontrado na versão atual do Credo de Niceia: "Espero a ressurreição dos mortos; E a vida do mundo vindouro.". O termo está também em várias traduções da Bíblia para o português em Mateus 12:32, Marcos 10:30, Lucas 18:30, Hebreus 2:5 e Hebreus 6:5.
De acordo com a teologia cristã, o mundo atual está manchado pelo pecado original. Apesar do aviso do próprio Jesus no discurso do Monte das Oliveiras de que somente o Pai sabe quando começará o fim do mundo (Marcos 13:32–37), já houve muitas tentativas de prever o evento entre as diversas denominações cristãs.

## Leituras adicionais
- Ammannati, Renato (2010). Rivelazione e Storia. Ermeneutica dell'Apocalisse. [S.l.]: Transeuropa
- Bass, Ralph E., Jr. (2004) Back to the Future: A Study in the Book of Revelation, Greenville, South Carolina: Living Hope Press, ISBN 0-9759547-0-9.
- Bauckham, Richard (1993). The Theology of the Book of Revelation. [S.l.]: Cambridge University Press
- Beale, G.K.; McDonough, Sean M. (2007). «Revelation». In:  Beale, G. K.; Carson, D. A. Commentary on the New Testament Use of the Old Testament. [S.l.]: Baker Academic